# Potyczka w Gościejewicach
Potyczka w Gościejewicach – potyczka powstańców wielkopolskich z siłami pruskimi, do której doszło 19 stycznia 1919 roku we wsi Gościejewice.

## Przebieg
Siły polskie w liczbie jednej kompanii wspomaganej przez około 40-osobowy oddział powstańców ze wsi Sowiny, a także skautów i członków Sokoła, podeszły w nocy z 18 na 19 stycznia 1919 roku pod Gościejewice i okrążyły wieś z trzech stron – od południa, północy i wschodu (wcześniej prowadzono już próby pertraktacji z niemiecką załogą pałacu, celem pokojowego przekazania wsi). Zaatakowano o świcie 19 stycznia, po przecięciu linii telefonicznych. Kompania polska dysponowała dwoma karabinami maszynowymi, ale podczas ataku wykorzystano tylko jeden. Każdy z atakujących posiadał jedynie 12 naboi do broni ręcznej. Wieś zdobyto po trzech godzinach walki, z czego większość upłynęła na zdobywaniu parku pałacowego. Zabito ośmiu Niemców, a dwunastu raniono. Do niewoli dostało się 18 Prusaków, w tym oficer – dowódca kompanii (Wojciech Eitner, uczestnik walk, pisze o 37 osobach wziętych do niewoli). Wszyscy pochodzili z 5. kompanii TT batalionu 47. pułku piechoty (Grenzschutzu). Zdobyto cztery karabiny maszynowe, 60 karabinów ręcznych, granaty, konie i stosunkowo dużą ilość amunicji. Straty polskie były jednak duże: siedmiu zabitych i wielu rannych (Eitner wspomina o czterech osobach poległych). Analiza potyczki wskazuje na to, że dowódca nie wykorzystał właściwie momentu zaskoczenia wroga, wdając się w zbędne pertraktacje z Niemcami broniącymi pałacu. Lista poległych po stronie polskiej: Władysław Cybulski (Szelejewo), Jan Heinsch, Antoni Wielgosz (Szelejewo), Franciszek Busz (Grabonóg), Feliks Gulczyński (Gostyń), Stanisław Hasiński (Gostyń), Walenty Gała (Zalesie). Według Henryka Dudy, historyka powstania, polegli w Gościejewicach to: Władysław Cybulski, Jan Heinsch, Czesław Poradzewski, Franciszek Busz, Feliks Gulczyński, Jan Cheja, Andrzej Maślanka, Andrzej Piosik, Walenty Gała, nieznany marynarz (z obsady CKM-u) i Antoni Wielgosz, który zmarł w szpitalu polowym w Rawiczu. Walki o Gościejewice zaliczane są do najbardziej krwawych potyczek, jakie stoczono w okresie powstania wielkopolskiego na odcinku frontowym Grupy Leszno. W 40. rocznicę wybuchu powstania (1958), na skrzyżowaniu dróg Bojanowo – Poniec – Gościejewice, odsłonięty został pomnik (głaz narzutowy) poświęcony poległym powstańcom odcinka ponieckiego.